# Бісьодзьо

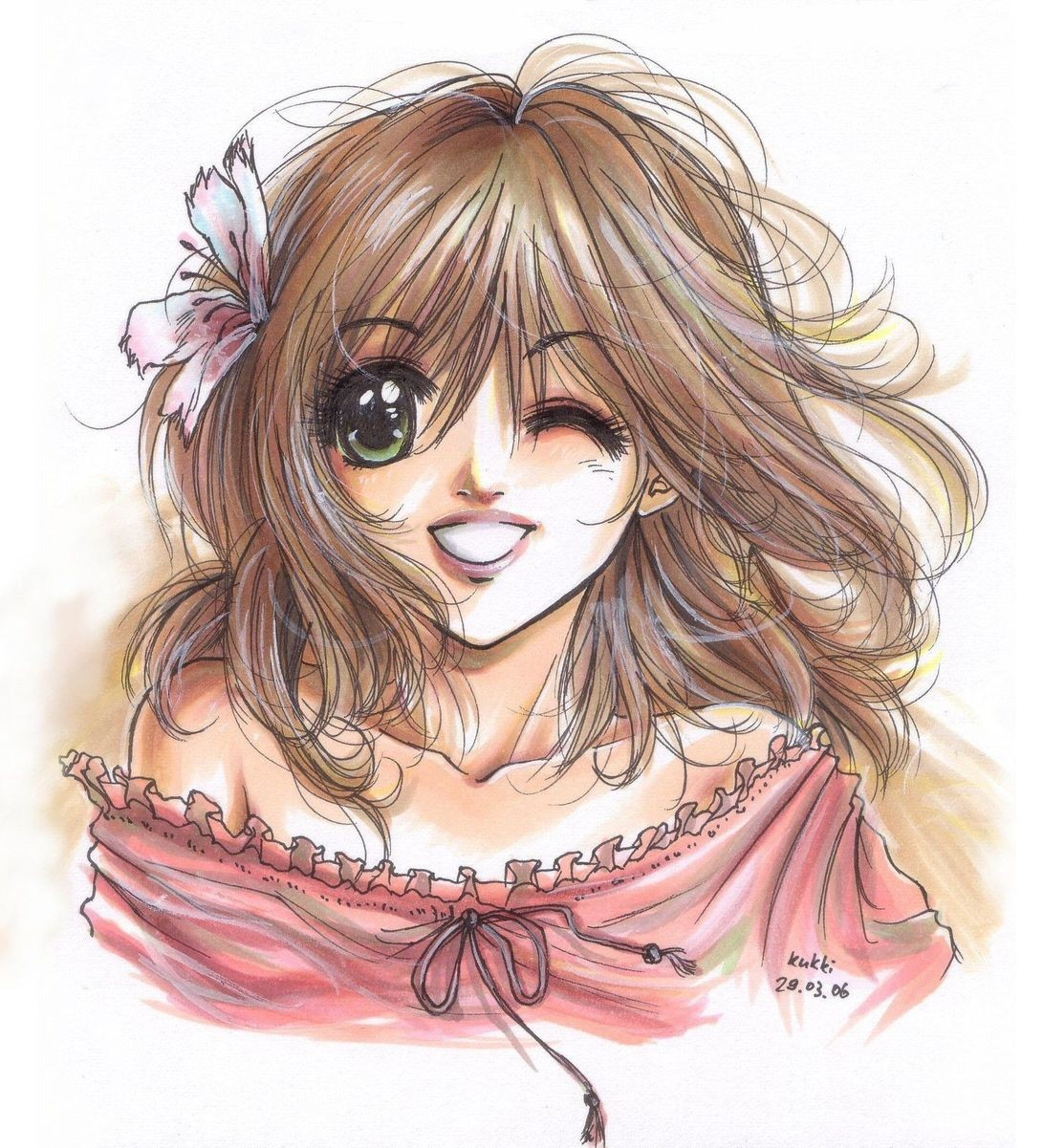
Дівчина бісьодзьо

Бісьодзьо (яп. 美少女 або びしょうじょ бісьодзьо — «гарна дівчина») — японський термін, який зазвичай стосується молодих гарних дівчат, найчастіше школярок старших класів. В аніме та манзі, особливо серед західних отаку, термін може використовуватися для позначення стереотипного жіночого персонажа — вродливої молодої дівчини або сюжету з такими персонажами, певного стилю зображення таких персонажів.